# Stefan Przyboś
Stefan Roman Przyboś (ur. 26 grudnia 1900 w Rzeszowie, zm. 15 maja 1940 w Mauthausen) – polski nauczyciel.

## Życiorys
Stefan Roman Przyboś urodził się 26 grudnia 1900 w Rzeszowie jako syn Franciszka. Był krewnym Adama i Juliana Przybosiów. Od 1911 uczył się w C. K. II Gimnazjum w Rzeszowie. Podczas I wojny światowej od 1917 do 1918 działał w Polskiej Organizacji Wojskowej. Już po odzyskaniu przez Polskę niepodległości w II Gimnazjum w roku szkolnym 1918/1919 ukończył VIII klasę jako chlubnie uzdolniony i 25 czerwca 1919 zdał egzamin dojrzałości z odznaczeniem. Po maturze miał podjąć studia filozoficzne. W 1920 uczestniczył w wojnie polsko-bolszewickiej. Od 1919 do 1922 odbywał studia na kierunkach polonistyki i romanistyki na Uniwersytecie Jagiellońskim.
21 września 1922 został mianowany nauczycielem w I Państwowego Gimnazjum im. ks. Stanisława Konarskiego w Rzeszowie. Uczył tam stale języka polskiego, poza tym także historii, był zawiadowcą biblioteki polskiej uczniów, opiekunem czytelni, kierownikiem i reżyserem komisji dramatycznej, opiekunem przysposobienia wojskowego. Równolegle był przydzielony do pracy w rzeszowskim Prywatnym Gimnazjum Żeńskiego przy ul. Księcia Józefa, gdzie również był polonistą; uczył tam od roku szkolnego  1925/1926 do 1930/1931. Decyzją z 25 sierpnia 1925 został przeniesiony do Państwowego Gimnazjum w Brzozowie z dniem 1 września tego roku. Mimo tego nadal pozostawał nauczycielem w rzeszowskim I Gimnazjum, ucząc języka polskiego oraz będąc zawiadowcą (kuratorem) czytelni, opiekunem polskiej czytelni uczniów, wykładowcą kółka dramatycznego. Z dniem 1 września 1927 w dotychczasowym charakterze nauczyciela tymczasowego został przeniesiony na równorzędne stanowisko do Państwowego Gimnazjum w Nisku. Wkrótce potem, decyzją z 18 września 1927 został przeniesiony do macierzystego II Państwowego Gimnazjum im. Stanisława Sobińskiego w Rzeszowie (profesorem był tam Jan Przyboś, ur. 1894). Od tego czasu uczył tam języka polskiego, poza tym też historii, psychologii, był zawiadowcą biblioteki uczniów, kierownikiem teatrzyku szkolnego. Około 1928 uzyskał stopień doktora filozofii i od tego czasu pracował w charakterze nauczyciela stałego.

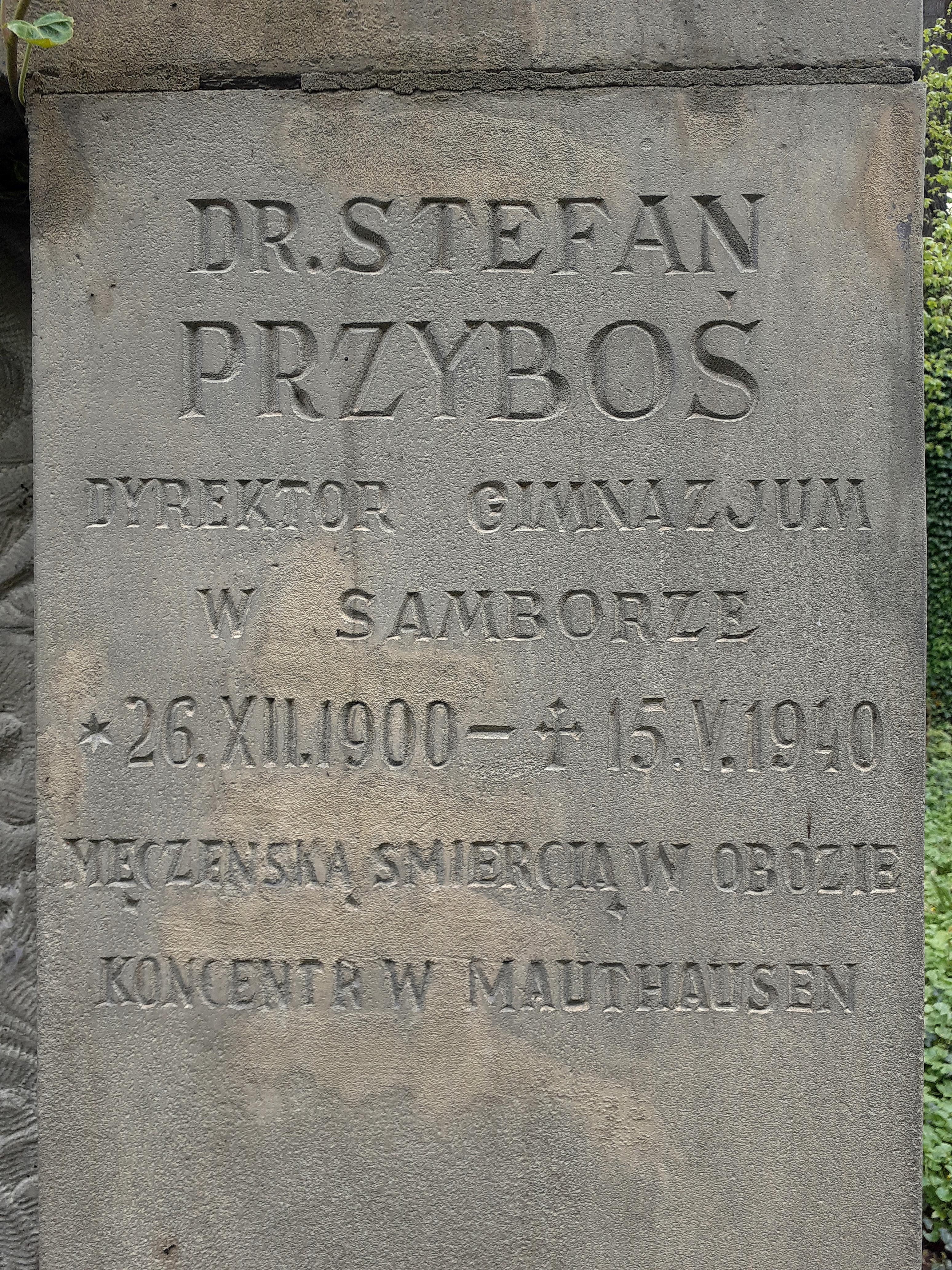
Upamiętnienie na grobowcu rodzinnym w Rzeszowie

Z dniem 1 września 1931 został przeniesiony do III Państwowego Gimnazjum im. Stanisława Staszica w Stanisławowie. Tam w charakterze profesora uczył języka polskiego. Z dniem 1 września 1932 na własną prośbę został przeniesiony z powrotem do II Państwowego Gimnazjum im. Stanisława Sobińskiego w Rzeszowie (w gronie nauczycielskim był tam nadal Jan Przyboś, a prócz niego też dr Adam Przyboś - wykładowca języka francuskiego). Uczył tam ponownie języka polskiego, był sekretarzem rady pedagogicznej, opiekunem samorządu szkolnego, czytelni, gazetki ściennej, teatrzyku szkolnego. W II Gimnazjum rzeszowskim współtworzył też amatorski teatr „Reduta” (1925). Udzielał się też w sferze prasowej, będąc członkiem komitetu redakcyjnego czasopisma „Ziemia Rzeszowska” do 1925 do 1928 oraz współpracownikiem pisma „Zew Rzeszowa” od 1934. Rozporządzeniem z 24 grudnia 1932 został przeniesiony do I Państwowego Gimnazjum im. Adama Mickiewicza w Samborze, gdzie powierzono mu czynności kierownika. W październiku 1937 ogłoszono mianowanie go dyrektorem tej szkoły, na którym pozostawał do 1939. Uczył tam języka polskiego i języka łacińskiego oraz był opiekunem samorządu uczniowskiego.
Po wybuchu II wojny światowej i nastaniu okupacji niemieckiej około 20 września 1939 został aresztowany przez Niemców w Samborze jako zakładnik. Stamtąd został przewieziony do więzienia w Rawiczu. W październiku 1939 przetransportowano do III Rzeszy, po czym był więziony w obozie Buchenwald, gdzie do 8 marca 1940 przebywał w małym obozie żyjąc w namiocie. Potem trafił do Mauthausen. W ramach tego obozu przebywał w kamieniołomu w Wienergraben. Poniósł śmierć 15 maja 1940 w Mauthausen.
Adam Przyboś był autorem artykułu pt. Śmierć więźnia Stefana Przybosia w Mauthausen, wydrukowanym w czasopiśmie „Przegląd Lekarski - Oświęcim” nr 1/1984. Stefan Przyboś został symbolicznie upamiętniony na grobowcu rodzinnym na Starym Cmentarzu w Rzeszowie oraz uhonorowany na tablicach pamiątkowych: w II Liceum Ogólnokształcącym im. płk. Leopolda Lisa-Kuli w Rzeszowie odsłoniętej w czerwcu 1994 i „Signum Laudis…” w I Liceum Ogólnokształcącym im. ks. Stanisława Konarskiego w Rzeszowie ustanowionej w 1995.